# Давыдовская (Московская область)
Давыдовская — деревня в Орехово-Зуевском муниципальном районе Московской области. Входит в состав сельского поселения Ильинское. Население — 12 чел. (2010).

## Расположение
Деревня Давыдовская расположена в юго-западной части Орехово-Зуевского района, примерно в 42 км к югу от города Орехово-Зуево. По южной окраине деревни протекает протекает безымянный ручей, впадающий в реку Десну. Высота над уровнем моря 132 м.

## История
В 1926 году деревня являлась центром Давыдовского сельсовета Ильинской волости Егорьевского уезда Московской губернии, имелась школа 1-й ступени.
До 2006 года Давыдовская входила в состав Ильинского сельского округа Орехово-Зуевского района.

## Население
В 1926 году в деревне проживало 399 человек (171 мужчина, 228 женщин), насчитывалось 99 хозяйств, из которых 95 было крестьянских. По переписи 2002 года — 19 человек (10 мужчин, 9 женщин).
| 1926 | 2002 | 2006 | 2010 |
| ---- | ---- | ---- | ---- |
| 399  | ↘19  | →19  | ↘12  |